# 女人風情話
《女人風情話》是1985年上映的一齣香港電影，由唐基明執導，鄭文雅、倪淑君和左燕翎主演。劇情講述來自四個地方的華人女性從勾心鬥角到結成金蘭的故事。本片是香港新浪潮電影之一，入圍第22屆金馬獎及第5屆香港電影金像獎共五項提名，最終榮獲香港電影金像獎最佳新人及最佳剪接。

## 劇情
香港女強人楊秀姍（鄭文雅 飾）時髦能幹，萬事靠自己，有著一份穩定的工作。來自中國的大嫂陸娉婷（陳婉麗 飾）來港投靠秀姍，寄人籬下的她進取心極強，在強烈的生存鬥爭主義下竟橫刀奪愛小姑的愛人湛開平（楊群 飾），勾引他為自己投資開設美容院。湛開平的女兒阿芳（倪淑君 飾）來自台灣，她面對來自中港兩地的三角糾紛不置可否，對於楊秀姍這個「未來繼母」初則怨恨，繼而同情。另一邊廂，新加坡空姐Belinda（左燕翎 飾）因職業關係逍遙自在地到處飛，與不同國家的男友鬼混，但又經常失戀，長久以來陷於苦惱。四個華人女人幾經波折，最後化敵為友，同步共進。

## 人物角色
- 鄭文雅 飾 楊秀珊Susan
- 倪淑君 飾 阿芳
- 左燕翎 飾 Belinda
- 陳婉麗 飾 陸娉婷Plenty
- 楊群 飾 湛開平Kelly Chan
- 陳俊國
- 鄭明明

## 電影歌曲

### 主題曲
| 歌名         | 演唱者 | 作曲   | 填詞 |
| 〈我是清風〉 | 陳潔靈 | 郭小霖 | 黃霑 |

## 獎項
| 年份 | 頒獎典禮            | 獎項       | 獲提名 | 結果 |
| ---- | ------------------- | ---------- | ------ | ---- |
| 1985 | 第22屆金馬獎        | 最佳女配角 | 陳婉麗 | 提名 |
| 1986 | 第5屆香港電影金像獎 | 最佳女配角 | 陳婉麗 | 提名 |
| 1986 | 第5屆香港電影金像獎 | 最佳新人   | 陳婉麗 | 獲獎 |
| 1986 | 第5屆香港電影金像獎 | 最佳剪接   | 鄒長根 | 獲獎 |
| 1986 | 第5屆香港電影金像獎 | 評選團大獎 |        | 提名 |

## 外部連結
- 香港影庫上《女人風情話》的資料（繁體中文）
- 開眼電影網上《女人風情話》的資料（繁體中文）
- 时光网上《女人風情話》的資料（简体中文）
- 豆瓣电影上《女人風情話》的資料 （简体中文）
- 互联网电影数据库（IMDb）上《女人風情話》的资料（英文）
- AllMovie上《女人風情話》的资料（英文）